# Comité d'initiative et de consultation d'arrondissement
 (mars 2021).
Si vous disposez d'ouvrages ou d'articles de référence ou si vous connaissez des sites web de qualité traitant du thème abordé ici, merci de compléter l'article en donnant les références utiles à sa vérifiabilité et en les liant à la section « Notes et références ».
Pour les articles homonymes, voir CICA.
En France, le Comité d’initiative et de consultation d’arrondissement (CICA) réunit les représentants des associations locales ou membres de fédérations ou confédérations nationales exerçant une activité dans l’arrondissement, légalement constituées et ayant fait une demande préalable d’adhésion au CICA accompagnée de ses statuts à la mairie d’arrondissement. Le maire d'arrondissement est tenu d’enregistrer cette demande par décret du 4 juillet 1983, article 1er.
Les CICA sont définis par l’article 16 de la loi du 31 décembre 1982 relative à l'organisation administrative de Paris, Marseille, Lyon et des établissements publics de coopération intercommunale.

## Finalité et démocratie locale participative
Un CICA est organisé dans chaque arrondissement des villes de Paris, Marseille et Lyon. Cependant, des comités similaires ne portant pas le nom de CICA commencent à voir le jour dans certaines grandes villes.
Les CICA ont pour but d’ouvrir la démocratie locale participative aux associations auprès du Conseil d’arrondissement. En effet ce comité est consultatif et a un pouvoir de proposition auprès du Conseil d’arrondissement. Il a pour but de faciliter le dialogue entre le milieu associatif et les élus de l’arrondissement.

## Organisations et moyens d’action
Le CICA est souvent perçu par les associations comme un comité de coordination des associations auprès de la mairie d'arrondissement.
L’article 16 de la loi PLM laisse toute liberté aux différents CICA de s’organiser :
- le CICA peut prendre plusieurs formes, souvent sans personnalité juridique. Il est parfois constitué sous forme d’association, mais est le plus souvent un groupement de fait.
- le CICA peut se structurer autour d’assemblée générale régulière et élire un bureau.
- le CICA peut organiser des débats publics à la fréquence de leur choix en présence du Conseil d’arrondissement, sur des problèmes intéressant l’arrondissement
- le CICA peut mettre en place des groupes de travail sur des sujets touchant l’arrondissement comme l’information, la circulation et les transports, l’éducation, la famille, l’urbanisme et le développement durable, la découverte et la connaissance de son arrondissement…

Le CICA doit être un comité autonome en relation avec les élus permettant d’impliquer les associations dans la vie locale, de les consulter et de mettre en commun leurs expériences.
L'inscription d'une association au CICA de son arrondissement lui permet de demander au maire de l'arrondissement de venir présenter toute question, proposition, critique de son choix au Conseil d'Arrondissement. Le Maire doit répondre favorablement à cette demande et ne peut imposer à l'association quelque modification que ce soit dans son projet de présentation au Conseil. Cette présentation faite au Conseil le représentant de l'association peut déposer un vœu en conclusion de cette présentation que le Conseil devra voter. Il est important de souligner que cette initiative possible pour toute association d'un arrondissement de Paris, Lyon ou Marseille est inédite et unique dans le fonctionnement démocratique local de la France 